# Combretum spinosum
Combretum spinosum là một loài thực vật có hoa trong họ Trâm bầu. Loài này được Bonpl. mô tả khoa học đầu tiên năm 1817.